# 리비아의 비핵화

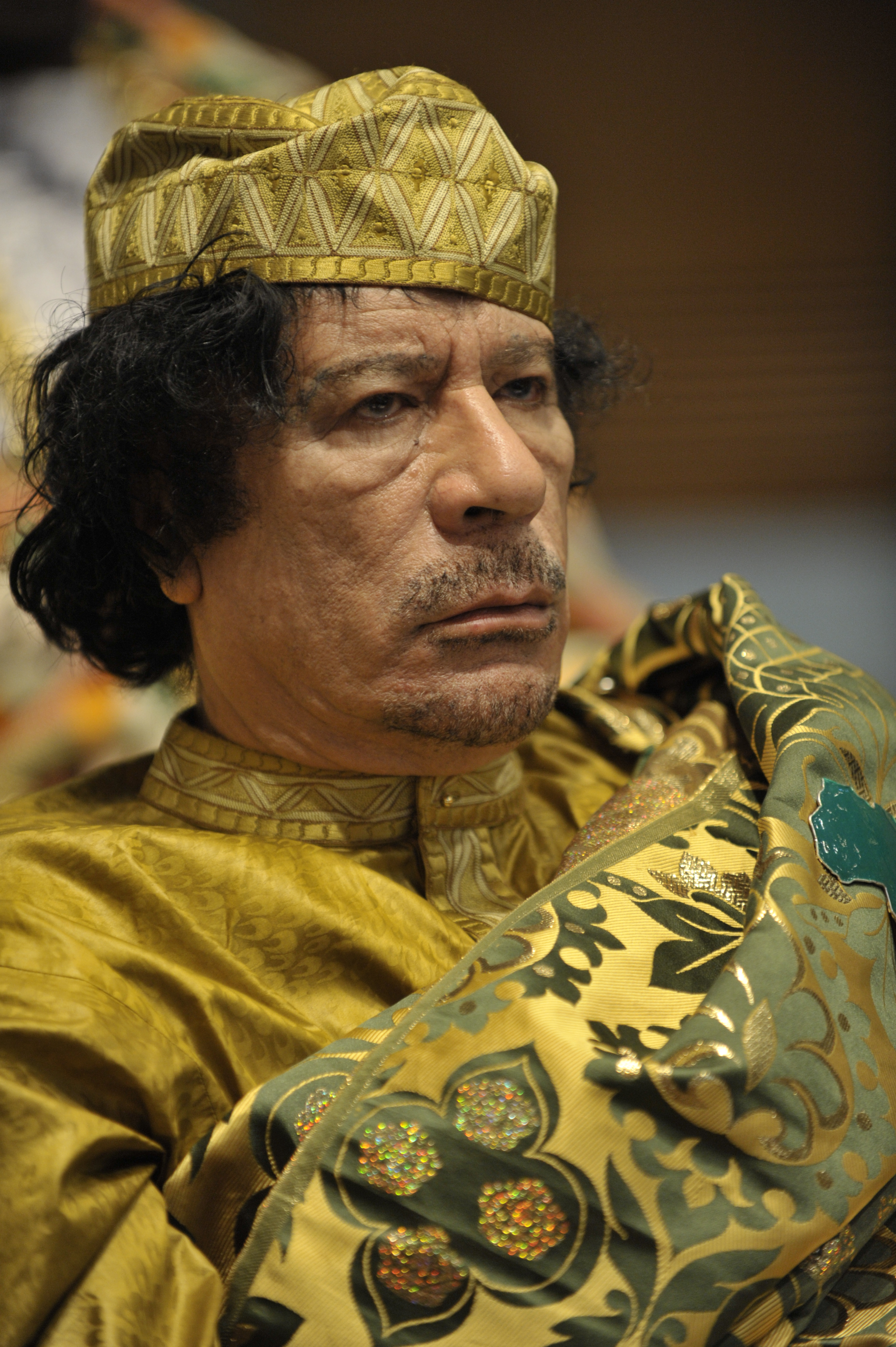
리비아 통치자 카다피

리비아의 비핵화는 2003년 리비아 통치자 카다피가 핵무기를 포함한 대량살상무기의 완전한 폐기를 미국과 합의한 것을 말한다.

## 연표
- 1968년, NPT 서명
- 1969년, 27세인 카다피 육군 중위, 쿠데타로 국가원수가 됨
- 1975년, NPT 비준
- 1979년, 트리폴리 주재 미국 대사관에 방화 사건 발생
- 1979년, 미국이 리비아를 테러 지원국으로 지정
- 1980년, 미국이 리비아와 단교
- 1988년, 리비아가 팬암기 폭파 사건을 일으킴
- 2003년, 비핵화 선언, 모든 대량살상무기 폐기
- 2004년 2월, 리비아 수도 트리폴리에 미국 국무부 이익대표부(Interest Section) 개설, 워싱턴에 리비아 대표부 개설. 대표는 민간인 신분이다.
- 2004년 6월, 미국 국무부 이익대표부를 연락사무소(Liaison Office)로 격상. 정식 외교관의 보호를 받는다.
- 2006년, 미국 국무부, 리비아와 국교정상화 선언
- 2006년, 미국 국무부 연락사무소를 대사관(Embassy)으로 격상. 수교를 해야 대사관 설립이 가능하다.
- 2008년, 리비아 수도 트리폴리에 미국 상무부 무역사무소 개설
- 2011년 2월, 카다피의 42년 장기집권에 대한 반정부 시위 발생, 리비아 내전 (2011년) 참조
- 2011년 10월, 시위대가 나토 지원의 반군으로 무장, 트리폴리에서 카다피를 체포해 사살
- 2013년, 화학무기 800톤 폐기
- 2014년, 2016년까지 화학무기 전량 폐기 완료 선언

## 같이 보기
- 비핵화
- 조선민주주의인민공화국의 비핵화